# 마히르 엠렐리
마히르 아나르 오글루 엠렐리(아제르바이잔어: Mahir Anar oğlu Emreli, 1997년 7월 1일 ~ )는 아제르바이잔의 프로 축구 선수로, 2. 분데스리가 클럽 1. FC 뉘른베르크와 아제르바이잔 국가대표팀에서 공격수로 뛰고 있다. 디나모 자그레브 외에도 바쿠, 가라바흐, 레기아 바르샤바, 코니아스포르에서 임대로 뛰고 있다.

## 구단 경력

### 가라바흐
2015년 7월 16일, 엠렐리는 가라바흐와 3년 계약을 체결했다.
2015년 8월 23일, 마히르는 2-0으로 승리한 AZAL PFK과의 원정 경기에서 데뷔 전을 치르며 가라바흐 소속으로 첫 골을 넣었다.
엠렐리는 2016년 가라바흐 소속으로 2-0으로 끝난 UEFA 챔피언스리그 2차 예선에서 룩셈부르크 출신의 F91 뒤들랑주를 상대로 유럽 무대에 데뷔했다.
2016년 9월 15일, 엠렐리는 슬로반 리베레츠와의 UEFA 유로파리그 조별 리그 경기에서 데뷔 전을 치렀다.
그는 덴마크 클럽 코펜하겐과의 2017-18년 UEFA 챔피언스리그 플레이오프 라운드에서 유럽 무대 첫 골을 넣으며 1-0으로 승리했다.

### 레기아 바르샤바
2021년 6월 8일, 레기아 바르샤바는 2024년 6월 30일까지 엠렐리와 계약을 체결한다고 발표했다.

### 디나모 자그레브
레기아를 떠난 지 몇 시간 후, 엠렐리는 프르바 HNL의 디나모 자그레브의 새로운 선수로 발표되었다. 레기아는 2021년 9월, 리림 카스트라티를 120만 유로에 인수했기 때문에 디나모에게 100만 유로의 빚을 졌지만, 2021년 12월까지 디나모는 20만 유로만 받았다. 디나모는 엠렐리가 레기아를 공짜로 떠나 디나모와 계약하는 조건으로 레기아의 부채를 탕감하기로 결정했다.
2022년 8월 24일, 엠렐리는 FK 보되/글림트와의 플레이오프 경기에 출전하여 디나모 자그레브가 4-1로 승리하며 2022-23년 UEFA 챔피언스리그 조별 리그 진출을 확정지었다.

### 1. FC 뉘른베르크
2024년 8월 6일, 엠렐리는 독일 2. 분데스리가 클럽 1. FC 뉘른베르크에 입단했다.

## 국가대표팀 경력
그는 야샤르 바하브자데에 의해 이슬람 연대 경기 대회 U-23 국가대표팀에 선발되어 5경기에 출전하여 결승전에서 2골을 넣으며 오만을 꺾는 데 기여했다. 결국 아제르바이잔이 2017년 이슬람 연대 경기 대회에서 우승했다.
엠렐리는 2017년 3월 9일, 카타르와의 친선 경기에서 아제르바이잔 국가대표팀 데뷔 전을 치렀다.
2018년 5월 29일, 키르기스스탄과의 친선 경기에서 아제르바이잔 국가대표로 첫 골을 넣었다.

## 후원
2018년 엠렐리는 미국 스포츠웨어 및 장비 공급업체인 나이키와 후원 계약을 체결했다.

## 사생활
2019년 5월, 마히르는 아버지가 다른 여성과 결혼한 것에 대해 불만을 표하며 성을 매대토프에서 어머니의 성인 엠렐리로 변경했다.